# Соколов Борис Сергійович
Бори́с Сергі́йович Соколо́в (рос. Борис Сергеевич Соколов; 28 квітня 1914 Вишній Волочок — 2 вересня 2013 Москва) — російський геолог, палеонтолог. Академік АН СРСР (1968). Герой Соціалістичної Праці (1984).

## Життєпис
Народився 9 квітня 1914 в Вишньому Волочку Тверської губернії в сім'ї сільського фельдшера.
Дитинство провів у селі Берізка Вишнєволоцького району та у Вишньому Волочку. Після закінчення школи працював у Ленінграді електромонтером.
У 1937 році з відзнакою закінчив Ленінградський державний університет . З 1936 року брав участь в геолого-знімальних роботах в Середній Азії. В 1937—1941 роках — асистент кафедри палеонтології ЛДУ.
В 1961—1965 роках — професор кафедри загальної геології, в 1965 році заснував і до 1975 року очолював кафедру історичної геології та палеонтології Новосибірського державного університету. У 1968 році обраний дійсним членом АН СРСР.
З 1976 року працював у Москві, в 1977—1992 роках завідував лабораторією в Палеонтологічного інституту.
Помер 2 вересня 2013 в Москві. Похований на Троєкурівському цвинтарі. Згідно із заповітом Бориса Соколова, частинка його праху похована на кладовищі в селі Берізка, поруч з могилами його батьків, братів і сестер.